# 台屿陈氏宗祠
台嶼陳氏宗祠，位于中国福建省福州市仓山区建新镇台屿村，坐北朝南，占地面积2100平方米。前后五进，由门墙、门楼、仪门、祠堂厅、祭厅、神主厅、台山阁等组成。祠内藏有明天顺二年（1458年）旌表陈淮捐米赈灾的圣旨碑等。2009年11月16日公布为第七批福建省文物保护单位。